# Lake Forest (Califòrnia)
Lake Forest és una ciutat del Comtat d'Orange (Califòrnia). Segons el cens de l'1 de gener de 2010 tenia 78.720 habitants.

## Demografia
Segons el cens del 2000, Lake Forest tenia 58.707 habitants, 20.008 habitatges, i 14.745 famílies. La densitat de població era de 1.814,8 habitants/km².
Dels 20.008 habitatges en un 39,2% hi vivien nens de menys de 18 anys, en un 59,1% hi vivien parelles casades, en un 10,3% dones solteres, i en un 26,3% no eren unitats familiars. En el 19,4% dels habitatges hi vivien persones soles el 5,1% de les quals corresponia a persones de 65 anys o més que vivien soles. El nombre mitjà de persones vivint en cada habitatge era de 2,89 i el nombre mitjà de persones que vivien en cada família era de 3,31.
Per edats la població es repartia de la següent manera: un 27% tenia menys de 18 anys, un 8% entre 18 i 24, un 33,3% entre 25 i 44, un 23,2% de 45 a 60 i un 8,6% 65 anys o més.
L'edat mediana era de 35 anys. Per cada 100 dones de 18 o més anys hi havia 93,6 homes.
La renda mediana per habitatge era de 67.967 $ i la renda mediana per família de 75.121 $. Els homes tenien una renda mediana de 52.019 $ mentre que les dones 37.100 $. La renda per capita de la població era de 28.583 $. Entorn del 3,2% de les famílies i el 5,3% de la població estaven per davall del llindar de pobresa.

## Poblacions properes
El següent diagrama mostra les poblacions més properes.